# Campionati europei di karate 1969
I campionati europei di karate 1969 sono stati la 4ª edizione della competizione. Si sono svolti a Londra, in Gran Bretagna, dal 2 al 4 maggio.

## Podi

### Maschili
| Specialità     | Oro              | Argento       | Bronzo          |
| Ippon          | Dominique Valera | Gilbert Gruss | Ilija Jorga     |
| Ippon          | Dominique Valera | Gilbert Gruss | Richard Scherer |
| Gara a squadre | Francia          | Regno Unito   | Jugoslavia      |
| Gara a squadre | Francia          | Regno Unito   | Belgio          |